# (28109) 1998 SA29
1998 أس أي 29 (ويعرف أيضًا باسم (28109) 1998 أس أي 29 وفق تسمية الكوكب الصغير) (بالإنجليزية: 1998 SA29)‏؛ هو كويكب ضمن حزام الكويكبات.
اكتُشف هذا الجُرم الفلكي بواسطة سبيس واتش في 18 سبتمبر 1998، وترتيبه 28109 من حيث الاكتشاف.

## الوصف
اكتُشف 281091998SA في 18 سبتمبر 1998 في مرصد قمة كت الوطني، الواقع في صحراء سونورا، أريزونا في الولايات المتحدة، بواسطة مشروع سبايس واتش (مشاهد السماء) التابع لجامعة أريزونا. وقد رصد المشروع 1,862 مشاهدة للكويكب إلى غاية 5 فبراير 2022 بتوقيت منطقة المحيط الهادئ، أي في مدة قدرها 15,650 يومًا (42.9 عام). تستغرق الفترة المدارية للكويكب 1,990 يومًا (5.5 عام).

## الخصائص المدارية
يتميز مدار هذا الكويكب بنصف محور رئيسي يبلغ 3.09 وحدة فلكية، وحضيض قدره 2.6 وحدة فلكية، وانحراف قدره 0.16 وزاوية ميلان 2.43 درجة بالنسبة لمسار الشمس. بسبب هذه الخصائص، أي نصف المحور الرئيسي بين 2 و3.2 وحدة فلكية وحضيض أكبر من 1,666 وحدة فلكية، يُصنف هذا الجُرم الفلكي وفقًا لقاعدة بيانات مختبر الدفع النفاث لأجرام النظام الشمسي الصغيرة كائنًا من حزام الكويكبات الرئيسي.

## وصلات خارجية
- (28109) 1998 SA29 في قاعدة بيانات مختبر الدفع النفاث لأجرام النظام الشمسي الصغيرة

- الاكتشاف · مخطط المدار ·  العناصر المدارية · المعلمات المادية

- (28109) 1998 SA29 على موقع ويكي سكاي: DSS2, SDSS, GALEX, IRAS, Hydrogen α, X-Ray, Astrophoto, Sky Map, Articles and images